# Scruff (aplicación)
Scruff es una aplicación de citas dirigida a hombres homosexuales, bisexuales y transgénero. A partir de 2019, la aplicación tiene aproximadamente más de 15 millones de miembros en todo el mundo con descargas de Scruff en 180 países y seis continentes. La aplicación se ha traducido a 10 idiomas, incluidos español, portugués, alemán, francés, chino y árabe.
La aplicación se puede descargar gratis. Los usuarios pueden optar por comprar una membresía de paga, Scruff Pro, para acceder a funciones adicionales.

## Historia
La compañía fue fundada en 2010 por Johnny Skandros y Eric Silverberg, ahora su CEO.
En 2013, la aplicación agregó una comunidad para usuarios VIH positivos llamada "Poz". Scruff fue la primera aplicación en incluir opciones para miembros de la comunidad militar y transgénero.
En octubre de 2015, la compañía lanzó Scruff Version 5, que incluía nuevas comunidades, tipos de relaciones, preferencias sexuales y prácticas de seguridad. 
En 2018, Scruff dejó de usar anuncios programáticos de terceros, como anuncios publicitarios, y pasó a un modelo de ingresos basado en suscripciones y publicidad directa. El CEO de la compañía, Eric Silverberg, dijo que la decisión se basó en las preocupaciones sobre la "publicidad sospechosa", así como en la seguridad y privacidad del usuario, particularmente en regiones o países donde la homofobia aún está generalizada.
A partir de agosto de 2018, Scruff no requiere que los miembros proporcionen información sobre raza o etnia. El CEO Eric Silverberg dijo que la decisión ayudará a la compañía a "garantizar que el acoso, el racismo y el abuso no ocurran".
En enero de 2019, después de múltiples suspensiones de Google Play, Scruff anunció que estaba prohibiendo las fotos de perfil con "abrazos sexualmente sugerentes" o miembros en ropa interior o en bañador.
Scruff lanzó un programa de juegos de trivia en vivo llamado "Hosting" en marzo de 2019. Los usuarios compiten por premios en efectivo respondiendo preguntas sobre cultura e historia pop con temas LGBT a través de la aplicación Scruff. También pueden ver y enviar notificaciones de "Guau" a otros jugadores.

## Premios y reconocimientos
En 2014, la compañía ganó varios premios de aplicaciones móviles, incluido el premio a la mejor aplicación de Time Out New York.
En 2018, Scruff se incluyó en la lista de Digital Trends de las "Mejores aplicaciones de citas LGBT para Android e iOS".
En 2018, The Daily Dot nombró a Scruff como uno de los "9 mejores sitios de citas y aplicaciones para hombres homosexuales".
TechRadar incluyó a Scruff en su lista de "mejores aplicaciones de citas 2019".

## Seguridad, conciencia y seguridad
En 2015, la compañía agregó una función de alerta para viajeros que notifica a los usuarios cuando llegan a uno de los aproximadamente 100 países donde se criminaliza la homosexualidad, envía alertas a los miembros sobre inquietudes inmediatas de seguridad en estas regiones y se asocia con International Lesbian, Gay, Bisexual, Trans e Intersex Association (ILGA), en una página web que identifica las leyes contra los homosexuales en dichos países.
En 2018, el CEO de Scruff, Eric Silverberg, dijo que Scruff no tiene planes de integrarse con Facebook debido a preocupaciones sobre la privacidad y la minería de datos.

## Operaciones
Utilizando la geolocalización, la interfaz de inicio muestra una cuadrícula de imágenes de perfil de usuario, organizadas de la más cercana a la más lejana. Al tocar una imagen, se abre el perfil de un usuario que muestra opciones para chatear, enviar un "Guau", guardar perfiles y desbloquear fotos privadas, videos y otra información del usuario. 

### Características
- El servicio "Venture" centrado en los viajes permite a los usuarios explorar destinos de viaje populares en todo el mundo, reunirse con otros usuarios, confirmar su asistencia a eventos locales y buscar alojamiento. Venture también incluye una función de chat que conecta a los usuarios con "embajadores" locales que pueden proporcionar sugerencias sobre dónde ir y qué hacer en más de 500 destinos.[9][12]
- La opción "Guau" permite a los miembros expresar interés "guau" a otro miembro como una opción alternativa para enviarles mensajes directamente.
- La función "Modo invisible" utiliza la ofuscación GPS para ocultar la ubicación de un usuario si un miembro elige esa opción para su privacidad o protección.[14]
- Match: esta característica permite a los usuarios usar una galería deslizante de fotos para los miembros que buscan específicamente relaciones.
- Información: permite a los usuarios ver estadísticas basadas en la capacidad de respuesta de ciertos usuarios hacia otras comunidades dentro de la aplicación.

## En la cultura popular
La compañía presentó una campaña publicitaria en una cartelera a las afueras del Super Bowl XLIX que decía "Juega en nuestro equipo" para alentar la aceptación de los atletas profesionales homosexuales.
El fundador Johnny Skandros y Scruff's Pit Crew aparecieron como invitados de desafío en la temporada 6 de RuPaul's Drag Race.
SCRUFF apoyó el Festival Internacional de Teatro y Cine Queer de Delhi en 2016.
En octubre de 2018, la personalidad y modelo de YouTube Brendan Jordan asoció con Scruff para promover el Día Para Salir del Armario.